# Egret Stadium
Lo stadio Xiamen Egret, noto anche come stadio Xiamen Bailu (cinese semplificato: 厦门白鹭体育场; cinese tradizionale: 廈門白鷺體育場; pinyin: Xiàmén Báilù Tǐyùchǎng) è uno stadio multiuso nel distretto di Xiang'an, Xiamen, Cina . Attualmente è utilizzato principalmente per partite di calcio ed eventi di atletica leggera. Ospita la Xiamen Diamond League. Lo stadio ha una capacità di 53.443 persone per l'atletica e 60.592 nella configurazione di calcio con tribune mobili dispiegate.
Lo stadio è stato inizialmente costruito come parte del tentativo di ospitare la Coppa d'Asia AFC del 2023. È stato inaugurato il 2 settembre 2023.